# Ar Rutba
Ar Rutba (arabă الرطبة‎‎) este un oraș din Irak.